# Stefani Stoeva
Stefani Stoeva (búlgar: Стефани Стоева) és una esportista búlgara que competeix en bàdminton en la categoria de dobles. La seva parella actual és la seva germana gran, Gabriela Stoeva. Les germanes han guanyat alguns títols, incloent una medalla d'or en els Jocs Europeus de 2015. No obstant això, Stefani també ha guanyat alguns títols individuals en la competència individual femení.